# Annone I il Grande
Annone I il Grande (... – IV secolo a.C.) è stato un condottiero e ricco possidente cartaginese, la cui ricchezza veniva dalle sue terre in Nordafrica, e che divenne Re di Cartagine.
Il suo rivale Suniato fu accusato di alto tradimento per aver mantenuto una corrispondenza con i Siracusani e probabilmente giustiziato.
Nel 367 a.C. Annone comandò una flotta di 200 navi che sconfisse i Greci in Sicilia. La sua vittoria bloccò i piani di Dionisio I di Siracusa di attaccare Lilibeo, una città alleata di Cartagine nella Sicilia occidentale.
Per circa venti anni Annone fu la figura di spicco di Cartagine. Nel 340 cominciò a progettare di diventare tiranno. Dopo aver distribuito cibo ai poveri, guidò una rivolta di schiavi nativi e assoldò un capitano libico. Anche se non era un pericolo militare per Cartagine, Annone fu catturato, giudicato colpevole di tradimento e torturato a morte. Molti membri della sua famiglia furono messi a morte.
Annone governò tra il 340 a.C. e il 337 a.C. Gli successe il figlio Giscone. Probabilmente fu un antenato di Annone II il Grande.